# Futbol'nyj Klub Fakel Voronež 2018-2019
Questa voce raccoglie le informazioni riguardanti il Futbol'nyj Klub Fakel Voronež nelle competizioni ufficiali della stagione 2018-2019.

## Stagione
La squadra migliorò la posizione della precedente stagione, ma il diciassettesimo posto finale non fu sufficiente a evitare la seconda retrocessione consecutiva; anche in questo caso, però, arrivò il ripescaggio, grazie alle defezioni degli altri club.

## Rosa
| N. |                        | Ruolo | Calciatore              |
| -- | ---------------------- | ----- | ----------------------- |
| 1  | Russia (bandiera)      | P     | Oleg Suvorov            |
| 4  | Russia (bandiera)      | D     | Oleg Babenkov           |
| 5  | Russia (bandiera)      | C     | Vadim Chernyi           |
| 6  | Russia (bandiera)      | D     | Soslan Kagermazov       |
| 8  | Bielorussia (bandiera) | C     | Sergey Rusak            |
| 9  | Armenia (bandiera)     | A     | David Arshakyan         |
| 10 | Russia (bandiera)      | A     | Igor Lebedenko          |
| 11 | Russia (bandiera)      | A     | Magomed-Emi Dzhabrailov |
| 14 | Russia (bandiera)      | C     | Sandro Tsveiba          |
| 15 | Serbia (bandiera)      | D     | Josip Projic            |
| 17 | Russia (bandiera)      | A     | Mikhail Biryukov        |
| 19 | Russia (bandiera)      | D     | Artëm Makarčuk          |
| 22 | Russia (bandiera)      | P     | Ilya Lantratov          |
| 27 | Russia (bandiera)      | D     | Artem Molodtsov         |
| 30 | Russia (bandiera)      | P     | Dmitri Kortnev          |
| 33 | Russia (bandiera)      | C     | Aleksandr Manukovskiy   |

| N. |                        | Ruolo | Calciatore        |
| -- | ---------------------- | ----- | ----------------- |
| 37 | Russia (bandiera)      | A     | Dmitri Malikov    |
| 47 | Russia (bandiera)      | D     | Sergey Bozhin     |
| 55 | Russia (bandiera)      | D     | Maksim Osipenko   |
| 66 | Russia (bandiera)      | C     | Aleksandr Dutov   |
| 77 | Bielorussia (bandiera) | C     | Mikhail Afanasjev |
| 97 | Russia (bandiera)      | C     | Artur Arustamyan  |
| -  | Russia (bandiera)      | P     | Dmitri Ternovskiy |
| -  | Russia (bandiera)      | C     | Maksim Kuzmin     |
| -  | Russia (bandiera)      | C     | Aleksandr Lomakin |
| -  | Russia (bandiera)      | C     | Ivan Belikov      |
| -  | Russia (bandiera)      | C     | Marat Shogenov    |
| -  | Russia (bandiera)      | A     | Ivan Oleynikov    |
| -  | Russia (bandiera)      | A     | Sergey Orlov      |
| -  | Russia (bandiera)      | A     | Denis Dorozhkin   |
| -  | Russia (bandiera)      | A     | Artem Mitasov     |

## Risultati

### Campionato
| Arbitro: | Aleksey Eskov |

|                                         |           |  |
| Ilya Kukharchuk 13’ Ilya Kukharchuk 88’ | Marcatori |  |

| Arbitro: | Aleksey Sukhoy |

|                    |           |                                   |
| Sandro Tsveiba 41’ | Marcatori | 3’ Maksim Barsov 75’ Anzor Sanaia |

| Arbitro: | Igor Fedotov |

|                    |           |  |
| Roman Akbashev 22’ | Marcatori |  |

| Arbitro: | Vitali Meshkov |

|                                                            |           |  |
| Sergey Bozhin 45'+2’ Igor Lebedenko 72’ Igor Lebedenko 77’ | Marcatori |  |

| Arbitro: | Ranel Ziyakov |

|                                                       |           |                    |
| Sergey Bozhin 9’ (aut.) Maksim Osipenko 90'+3’ (aut.) | Marcatori | 10’ Artëm Makarčuk |

| Arbitro: | Stanislav Vasiljev |

|  |           |                   |
|  | Marcatori | 84’ Vitali Galysh |

| Arbitro: | Pavel Kukuyan |

|                                        |           |  |
| Mikhail Biryukov 53’ Maksim Kuzmin 62’ | Marcatori |  |

| Arbitro: | Ivan Saraev |

|                  |           |                                           |
| Andrey Myazin 2’ | Marcatori | 19’ Mikhail Biryukov 90'+6’ Oleg Babenkov |

| Arbitro: | Igor Nizovtsev |

|                                         |           |                                      |
| Mikhail Biryukov 16’ Igor Lebedenko 52’ | Marcatori | 41’ Kirill Makeev 47’ Ilya Skrobotov |

| Arbitro: | Vasili Kazartsev |

|  |           |                                              |
|  | Marcatori | 58’ Igor Lebedenko 64’ Aleksandr Manukovskiy |

| Arbitro: | Ivan Sidenkov |

|                    |           |  |
| Igor Lebedenko 89’ | Marcatori |  |

| Arbitro: | Maksim Chembulatov |

|                                                                                    |           |                       |
| Semen Sinyavskiy 21’ Igor Paderin 24’ Nikita Bezlikhotnov 38’ Semen Sinyavskiy 71’ | Marcatori | 45'+1’ Igor Lebedenko |

| Voronež 23 settembre 2018, ore 17:00 13ª giornata | Fakel Voronež     | 0 – 0 referto | Krasnodar-2 | Stadio Centrale (1.300 spett.)\| Arbitro: \| Pavel Shadykhanov \| |
| Arbitro:                                          | Pavel Shadykhanov |               |             |                                                                   |

| Arbitro: | Roman Safyan |

|                                        |           |                           |
| Łukasz Sekulski 46’ Evgeniy Kabaev 56’ | Marcatori | 49’ Aleksandr Manukovskiy |

| Arbitro: | Evgeni Kukulyak |

|                       |           |                                               |
| Mikhail Afanasjev 75’ | Marcatori | 15’ Filipp Dvoretskov 20’ Ruslan Mukhametshin |

| Arbitro: | Aleksey Sukhoy |

|                   |           |                    |
| Saveli Kozlov 78’ | Marcatori | 28’ Igor Lebedenko |

| Voronež 20 ottobre 2018, ore 15:00 17ª giornata | Fakel Voronež | 0 – 0 referto | Tambov | Stadio Centrale (2.400 spett.)\| Arbitro: \| Igor Panin \| |
| Arbitro:                                        | Igor Panin    |               |        |                                                            |

| Arbitro: | Ivan Sidenkov |

|                                        |           |                           |
| Nail Umyarov 39’ Maksim Glushenkov 73’ | Marcatori | 48’ Aleksandr Manukovskiy |

| Arbitro: | Evgeni Turbin |

|                            |           |                      |
| Maksim Osipenko 33’ (rig.) | Marcatori | 49’ Ivan Khleborodov |

| Arbitro: | Artur Fedorov |

|  |           |                                            |
|  | Marcatori | 31’ Mikhail Biryukov 75’ Mikhail Afanasjev |

| Arbitro: | Evgeni Kukulyak |

|                                                             |           |  |
| Igor Lebedenko 59’ Igor Lebedenko 68’ Mikhail Afanasjev 74’ | Marcatori |  |

| Arbitro: | Sergey Lapochkin |

|                            |           |  |
| Dmitri Samoilov 55’ (rig.) | Marcatori |  |

| Arbitro: | Aleksey Matyunin |

|                                                             |           |                                       |
| Mikhail Afanasjev 10’ Sandro Tsveiba 13’ Igor Lebedenko 34’ | Marcatori | 31’ Andrey Batyutin 37’ Aslan Dashaev |

| Arbitro: | Kirill Levnikov |

|                                            |           |  |
| Pavel Kireenko 39’ Eugeniu Cebotaru 45'+1’ | Marcatori |  |

| Arbitro: | Igor Nizovtsev |

|                   |           |                    |
| Dmitri Barkov 38’ | Marcatori | 20’ Igor Lebedenko |

| Voronež 10 marzo 2019, ore 14:00 26ª giornata | Fakel Voronež | 0 – 0 referto | Rotor | Stadio Centrale (1.549 spett.)\| Arbitro: \| Ivan Sidenkov \| |
| Arbitro:                                      | Ivan Sidenkov |               |       |                                                               |

| Arbitro: | Anton Anopa |

|                   |           |  |
| Ilya Vorobyev 79’ | Marcatori |  |

| Arbitro: | Evgeni Kukulyak |

|                    |           |                  |
| Igor Lebedenko 19’ | Marcatori | 67’ Ruslan Magal |

| Arbitro: | Aleksey Amelin |

|                     |           |  |
| Maksim Palienko 64’ | Marcatori |  |

| Voronež 7 aprile 2019, ore 15:00 30ª giornata | Fakel Voronež     | 0 – 0 referto | Armavir | Stadio Centrale (1.858 spett.)\| Arbitro: \| Pavel Shadykhanov \| |
| Arbitro:                                      | Pavel Shadykhanov |               |         |                                                                   |

| Arbitro: | Vladimir Seldyakov |

|                  |           |                                      |
| Igor Paradin 69’ | Marcatori | 25’ Igor Lebedenko 65’ Sergey Bozhin |

| Arbitro: | Evgeni Turbin |

|                        |           |                                                           |
| Artem Molodtsov 90'+4’ | Marcatori | 7’ Maksim Kazankov 51’ Ivan Khomukha 57’ Vladimirs Kamess |

| Arbitro: | Artem Lyubimov |

|                         |           |                    |
| Ruslan Mukhametshin 65’ | Marcatori | 31’ Ivan Oleynikov |

| Arbitro: | Anton Anopa |

|                       |           |                 |
| Igor Lebedenko 90'+2’ | Marcatori | 7’ Danil Karpov |

| Tambov 4 maggio 2019, ore 17:15 35ª giornata | Tambov     | 0 – 0 referto | Fakel Voronež | Stadio Spartak (4.950 spett.)\| Arbitro: \| Igor Panin \| |
| Arbitro:                                     | Igor Panin |               |               |                                                           |

| Arbitro: | Evgeni Kukulyak |

|                     |           |                       |
| Artem Molodtsov 46’ | Marcatori | 13’ Dmitri Tsypchenko |

| Arbitro: | Lasha Verulidze |

|                    |           |  |
| Ilya Viznovich 83’ | Marcatori |  |

| Voronež 25 maggio 2019, ore 14:00 38ª giornata | Fakel Voronež  | 0 – 0 referto | Tom' Tomsk | Stadio Centrale (1.364 spett.)\| Arbitro: \| Artem Lyubimov \| |
| Arbitro:                                       | Artem Lyubimov |               |            |                                                                |

### Kubok Rossii
| Arbitro: | Dmitri Streltsov |

|  |                      |  |
|  | Tiri di rigore 4 – 2 |  |